# Белвил (Њу Џерзи)
Белвил (енгл. Belleville) град је у америчкој савезној држави Њу Џерзи.

## Демографија
По попису из 2000. године број становника је 35.928.
| Група             | 2000.          | 2010.    |
| Белци             | 20.669 (57,5%) | 0 (0,0%) |
| Афроамериканци    | 1.926 (5,4%)   | 0 (0,0%) |
| Азијати           | 4.062 (11,3%)  | 0 (0,0%) |
| Хиспаноамериканци | 8.507 (23,7%)  | 0 (0,0%) |
| Укупно            | 35.928         | 0        |